# Regiunea Dikhil
Dikhil este o regiune a Republicii Djibouti a cărei reședință este Dikhil. În 2009 populația regiunii a fost de 88.948 locuitori.